# Federico Garralda Argonz
Federico Garralda Argonz (Ochagavía 1885 - Ochagavía 1929) fue un veterinario español y escritor en salacenco, un dialecto del vascuence en el Valle de Salazar.
Sus documentos tienen relevancia para  los etnógrafos al ser de las pocas manifestaciones escritas en vascuence salacenco.

## Biografía
Nació en Ochagavía en el seno de una familia tradicionalista. Su padre, Ciriaco Garralda Sancet, era veterinario.
Realizó la licenciatura de veterinaria en la Universidad de Zaragoza y retornó a Ochagavía donde ejerció profesionalmente.
Federico  escribió en  el habla salacenca  diversos artículos sobre  temas de la vida cotidiana entre 1915 y 1927. Estos escritos han sido muy útiles a los etnógrafos para el estudio del salacenco.
También existen referencias escritas en salacenco de su padre Ciriaco y de su hermano Tiburcio, que era párroco de Orcoyen         (Navarra)
Como veterinario fue el introductor e impulsor de la variolización en la cabaña de ganado lanar en los valles de Salazar y de Roncal,   donde ejercía su profesión. Realizó más de 60.000 variolizaciones en ovejas durante las dos primeras décadas del siglo XX.
Los resultados de dichas actuaciones fueron presentados por Federico Garralda en el II Congreso de Estudios Vascos celebrado en Pamplona en 1920 con el título Variolización del ganado lanar.
En el año  2019 se editó un libro sobre Federico Garralda y su entorno.
Falleció en Ochagavía en 1929.